# Dépression anaclitique
« Dépression anaclitique » (allemand : Anlehnungsdepression, anglais : anaclitic depression), terme dû au psychiatre et psychanalyste René Spitz, désigne des troubles dépressifs chez l'enfant privé de sa mère, après avoir eu une relation normale avec elle durant au moins les six premiers mois de sa vie.

## Histoire et définition
Dans les années qui suivirent la guerre, en 1945, des recherches cliniques amenèrent  René Spitz  à montrer que « la carence de soins maternels » était source de dépressions graves, qu’il fit connaître, rappelle Serge Lebovici, sous le nom de « dépression anaclitique » ou « hospitalisme », « quand la carence était liée à l’hospitalisation d’un très jeune enfant et à sa séparation avec sa mère ».
D'après Jean Laplanche et Jean-Bertrand Pontalis, Spitz crée le terme de « dépression anaclitique » pour désigner des troubles évoquant ceux de la dépression chez l'adulte et « qui surviennent progressivement chez l'enfant privé de sa mère après qu'il a eu avec elle, pendant au moins les six premiers mois de sa vie, une relation normale »,.
Pour Élisabeth Roudinesco et Michel Plon, la dépression anaclitique se distingue de l'hospitalisme, autre terme également forgé par René Spitz qui désigne par là une séparation durable de la mère et de l'enfant en raison d'un séjour prolongé de ce dernier en milieu hospitalier, et susceptible d'entraîner « des troubles profonds, parfois irréversibles et de nature psychotique ». La dépression anaclitique, par contre, peut disparaitre lorsque l'enfant retrouve sa mère.

## Dépression anaclitique chez l'enfant
Il s'agit d'une détresse chez l'enfant qui a déjà connu un lien d'attachement (entre 6 et 12 mois) et qui, lorsqu'il est séparé de sa mère, connaît une dépression qui peut notamment se manifester par un retrait relationnel.
Cette pathologie se manifeste par différents signes cliniques progressifs à mesure que le temps de séparation entre la mère et l'enfant augmente :
- Besoin accru de « s'accrocher » aux personnes qui établissent un contact physique avec l'enfant, augmentation des pleurs, l'enfant devient plus « exigeant » (dans le mois suivant la séparation)
- Les pleurs deviennent des gémissements, l'enfant cesse de prendre du poids et le développement cérébral s’interrompt (deuxième mois)
- L'enfant fuit le contact, devient apathique, il commence à développer des troubles du sommeil et de l'alimentation, son visage reste figé (troisième mois)
- au-delà du troisième mois, les pleurs disparaissent au profit de geignements, le regard devient vide, l'enfant tombe dans un état de grande léthargie et de retrait relationnel

En deçà de trois mois de séparation entre la mère et l'enfant, les symptômes sont facilement réversibles si l'enfant retrouve sa mère ou une figure d'attachement aimante.
Au-delà de trois mois, les symptômes peuvent réellement entraver le bon développement de l'enfant sur le long terme, et une hospitalisation peut s'avérer nécessaire.

## Par extension: notion d'«anaclitisme»
C'est par extrapolation du symptôme de dépendance de l'enfant envers sa mère qu'a été définie la dépression anaclitique de l'adulte : un état psychique de dépendance, le plus souvent envers une autre personne. Plus largement, on retrouve des symptômes et des ramifications communes entre dépression anaclitique et états limites, notamment chez les personnes dites « borderline » qui développent des pulsions mortifères, un comportement oscillant entre dépression et agression lorsqu'elles n’ont pas l’impression de contrôler leur objet de dépendance.
Cette dépendance se traduit dans les faits par une soumission passive et permanente à l'objet de dépendance, qui entraîne divers traits caractéristiques pathologiques :
- Une grande appétence relationnelle, souvent doublée d'une angoisse d'abandon, de la solitude, de la perte ;
- Des irrégularités dans l'apprentissage ;
- Des troubles de la conduite ;
- Un retard du développement affectif.

Chez les personnes borderline, on a pu observer plusieurs sensations intrinsèquement liées à l'état limite anaclitique :
- sensation de solitude, d'isolement ;
- sentiment de futilité ;
- exigences agressives, pressantes ;
- manque d'espoir, relative apathie ;
- style de vie « automatique, mécanique », ou à l'inverse hyperactivité pour remplir le vide.